# 하비에르 유베로
프란시스코 하비에르 유베로 솔라니야(스페인어: Francisco Javier Yubero Solanilla; 1972년 1월 21일, 바스크 주 이룬 ~ 2005년 9월 22일, 바스크 주 산 세바스티안)는 스페인의 전 축구 선수로, 현역 시절 골키퍼로 활약했다.

## 축구 경력
기푸스코아 도 이룬 출신인 유베로는 1991-92 시즌에 레알 소시에다드 신고식을 치렀다. 이듬해, 그는 또다른 유소년부 출신인 알베르토와 주전 지위를 놓고 경쟁했고, 처음에 주전 우위를 차지한 그는 바스크 연고 구단에서 라 리가 13위의 성적을 거두었다.
이후, 유베로는 하락세를 탔는데, 세군다 디비시온의 베티스와 메리다에서 신통치 않은 모습을 보였다. 그는 같은 리그 에이바르에 정착해 3년차에 39번의 경기에 출전했지만, 라요 바예카노 이적 후에도 많은 출전 기회를 잡지 못했다.
유베로는 세군다 디비시온 B와 테르세라 디비시온을 전전하며 2003년까지 활약했다. 그의 마지막 소속 구단은 아마추어 구단인 토레돈히메노로, 이 곳에서 활약하다가 췌장암 판정을 받고 31세에 은퇴해야 했다. 2년 후, 그는 암을 이기지 못하고 영면에 들었다.